# Първи триумвират
Първи триумвират е термин, използван от историците за да обозначи неофициалния политически съюз в Древен Рим между Гай Юлий Цезар, Марк Лициний Крас и Гней Помпей. Този съюз е установен през 60 пр.н.е. и продължава до 53 пр.н.е.
Триумвиратът е скрепен през 59 пр.н.е. чрез сватбата на Помпей с дъщерята на Цезар – Юлия. Според Плутарх коалицията е „истински държавен преврат за унищожаване властта на аристокрацията“. Историкът Варон я определя като „триглаво чудовище“.
Целта на Цезар е да закрепи политическото си положение и да осигури избирането си за консул. На следващата година, 59 пр.н.е. това става и Цезар е избран за консул. През 56 пр.н.е. в град Лука, в Северна Етрурия, става срещата между тримата съюзници. На нея присъстват 120 ликтори и повече от 200 сенатори. Взема се решение Крас и Помпей да бъдат избрани за консули за 55 пр.н.е. Така се разделят сферите на влияние в държавата между тримата.
През 53 пр.н.е. Крас умира в битка с партите и триумвирата се разпада. Отношенията между Цезар и Помпей се влошават. Помпей е привърженик на републиканците, а Цезар на техните противници. Избухва гражданска война, от която като победител излиза Цезар.

### Цитирана литература

#### Класически автори
- Апиан. „Римска История, Римски Войни“ //  Книга 2.   Loeb Classical Library, 1913. (на английски)
- Плутарх. „Живота на Цезар“ //   Loeb Classical Library, 1919. (на английски)

#### Модерни автори
- Vagi, David L. „Coinage and History of the Roman Empire“. Т. I & II Coinage.   Routledge, 2015. ISBN 978-1-57958-316-3. (на английски)